# Penny Lake
Der Penny Lake (englisch für Pfennigsee) ist ein kleiner und kreisrunder See im ostantarktischen Viktorialand. Er liegt eingesunken in einer Moräne nahe dem Eingang zum Roaring Valley unmittelbar südlich des Walcott-Gletschers.
Seinen deskriptiven, an seine Form angelehnten Namen erhielt der See durch Teilnehmer einer von 1960 bis 1961 durchgeführten Kampagne der neuseeländischen Victoria University’s Antarctic Expeditions, die hier ihr Feldlager aufgeschlagen hatten.